# مکتب متدیک
مکتب متدیک(به یونانی: Μεθοδικοί) از مکاتب قدیمی در پزشکی یونان باستان و رم می‌باشد. این مکتب در عکس‌العمل به مکاتب دگماتیک و امپیریک شکل گرفت
در حالیکه ریشه‌های شکل‌گیری این مکتب در هاله ای از مجادلات و بحث‌ها گم شده‌است، دکترین آن به وضوح مشروح و مستند می‌باشد.

## دکترین
پیروان مکتب متدیک، به جای احوالات شخصی بیمار، بر مطالعه رفتار بیماری‌ها تأکید داشتند. آن‌ها معتقد بودند پزشکی چیزی جز مطالعه یک سری تظاهرات آشکار (بیماری‌ها) نیست.